# En Dag i København I-III
En Dag i København I-III er en dansk turistfilm fra 1940 med ukendt instruktør.

## Handling
Lyntoget "Nordjyden" ankommer til Københavns Hovedbanegård. Filmen følger et ægtepar på deres rundtur i hovedstaden: Lurblæserne, Rådhuset og Rådhuspladsen, Glyptoteket, Politigården, Christiansborg med Marmorbroen, Tøjhusmuseet og Det kongelige Bibliotek, Christiansborg Slotsplads og Børsen, Det kongelige Teater, Nyhavn, Amalienborg, Kongen på morgentur, Gefionspringvandet, Kastellet, Langelinie med Den lille Havfrue, Frihavnen, Nyboder, Statens Museum for Kunst, Thorvaldsens Museum, Botanisk Have, Ørstedsparken, Frederiksberg Have, Vor Frelsers Kirke med 400 trin op i tårnet, et panorama over byens mange kirketårne, Søpavillonen, Boulevardbanen, omkring Vesterport Station, Gammel Strand, De Små Haver på Pile Allé.
Sport og fritidsliv i hovedstaden: K.B. Hallen, Bellevue Strandbad. Tivoli - også i aftendragt. Klampenborg: stationen, Bellevueteatret, Øresund i vinterdragt, en familie i deres sommerhus "Solhytten". Isvinteren 1939-40 bl.a. med billeder fra Søerne, hvor der køres bilrace på isen.